# Cremastus californicus
Cremastus californicus là một loài tò vò trong họ Ichneumonidae.